# Pete Gogolak
Pete Gogolak (* 18. April 1942 in Budapest, eigentlich Péter Kornél Gogolák) ist ein ehemaliger ungarisch-amerikanischer Footballspieler. Der 1,82 Meter große Gogolak spielte die Position des Placekickers für die Buffalo Bills der American Football League und die New York Giants der National Football League. Er führte die Fußball-ähnliche Schusstechnik ein und war einer der ersten Spieler, die zwischen AFL und NFL wechselten.

## Karriere
Gogolak kam 1957 mit seinen Eltern als Einwanderer aus Ungarn in die Vereinigten Staaten. Er etablierte sich am Football-Team der Cornell University als Placekicker, obwohl seine Schusstechnik aus damaliger Sicht ungewöhnlich war. Da Gogolak vorher Fußball gespielt hatte, kickte er den Football mit einer starken Seitwärtsbewegung mit dem Spann (ähnlich einem Torwart beim Abstoß), anstelle wie damals üblich frontal das Ei mit den Zehen zu treffen. Gogolaks Technik sorgte für eine damals ungewöhnliche Weite von 40 Yards und mehr.
Im AFL-Draft von 1964 wurde Gogolak von den Buffalo Bills an 92. Stelle gezogen. Mit 102 Punkten, einer Trefferquote von 65,5 % bei Field Goals und 45 von 46 erfolgreichen Point-after-Touchdowns führte er sich gut ein, und gewann mit den Bills 1964 die AFL-Meisterschaft. Im Folgejahr steigerte sich Gogolak auf 115 Punkte bei 28 Field Goals (Ligarekord), wurde ins AFL-All-Star-Team 1965 gewählt und verteidigte mit den Bills den AFL-Titel. Obwohl er sportlich sehr erfolgreich war, war Gogolak unzufrieden, da er sich unterbezahlt fühlte. Vor der Saison 1965 wechselte Gogolak zu den New York Giants der Konkurrenzliga NFL. Hiermit wurde er einer der ersten Footballspieler, die zwischen AFL und NFL wechselten. Bei den Giants war er ebenfalls erfolgreich. Mit 646 Punkten ist er Punkte-Rekordhalter der Giants und Mitglied im Ring of Honor des Teams aus New York.
Gogolaks „Fußball-Kick“ ist heute Standard im Football. Seine Neuerung wurde von der NFL.com als eine von „10 Innovationen, die das Spiel veränderten“ honoriert.